# Jake Scott (Regisseur)

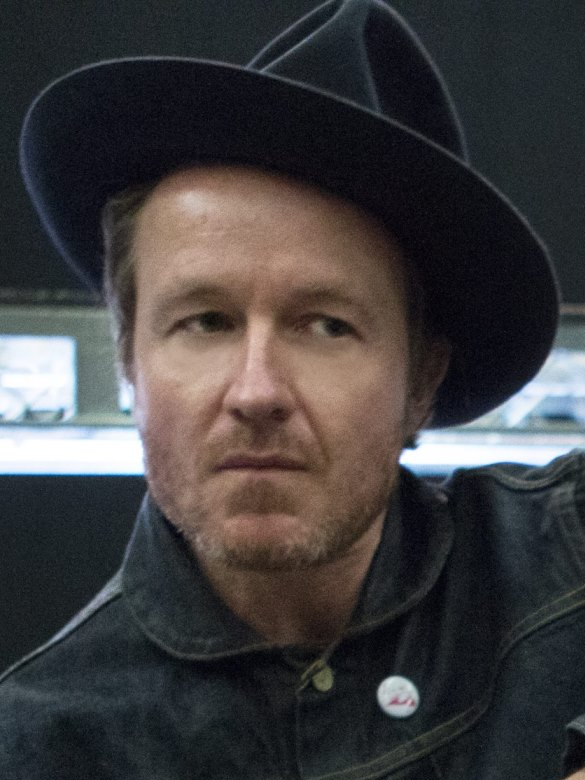
Jake Scott (2015)

Jake Scott (* 1965) ist ein britischer Film- und Musikvideoregisseur.
Sein Vater ist der Filmregisseur Ridley Scott. Für dessen Film Alien – Das unheimliche Wesen aus einer fremden Welt aus dem Jahr 1979 fungierte Scott als Lichtdouble. Weitere Erfahrung im Filmgeschäft sammelte Scott u. a. als visual consultant für den 1989 entstandenen Film Dealers sowie 1992 als conceptual artist bei Alien 3.
Seit Anfang der 1990er Jahre arbeitet Jake Scott als Regisseur von Musikvideos, darunter Everybody Hurts der Musikgruppe R.E.M. aus dem Jahre 1993. Im Jahr 1997 inszenierte er eine Episode der Fernsehserie The Hunger, die auf dem Spielfilm Begierde, gedreht von seinem Onkel Tony Scott, basiert.
Anschließend drehte Scott weitere Musikvideos, im Jahr 1999 gab er sein Spielfilmdebüt mit Plunkett & Macleane – Gegen Tod und Teufel. 2004 drehte er mit Tooth Fairy einen Kurzfilm, die Hauptrolle übernahm der US-amerikanische Schauspieler Chris Noth. Erst 2010 folgte mit Welcome to the Rileys Scotts zweiter Spielfilm.
Als Musikvideoregisseur arbeitete Scott bisher mit Größen wie Radiohead, Tori Amos sowie den Cranberries zusammen.
Am 1. Juni 2009 drehte er das Musikvideo zu dem Lied 22 von Lily Allen.
Seine Schwester Jordan Scott und sein Bruder Luke Scott sind ebenfalls im Filmgeschäft aktiv.